# コミック・ブック
コミック・ブックは、マンガを書籍化して出版したものである。通常の場合、コミック・ブックは薄い逐次刊行物の形式で月ごとに発行される他の作品が混載される雑誌（漫画雑誌など）ではない。「コミック（滑稽）」という英語での呼び名に反し、扱われる主題は必ずしもユーモラスな物であるとは限らない。実際は、ドラマティックでシリアスな作品がアメリカン・コミックの多くを占めている。

## 出版形態
レギュラー・シリーズと呼ばれるほとんどのコミック・ブックは、英語ではコミック・ブック、日本ではリーフと呼ばれる中綴じ製本による32ページの薄い月刊の逐次刊行物として発行される。リーフ1冊の価格は1ドルから2ドル強である。1冊のリーフには1タイトルのみが22ページ前後で、広告、読者欄と共に掲載される。日本の漫画のように最新タイトルが複数の連載作品として1冊の雑誌に併載されることはない。一部の人気エピソードはトレード・ペーパーバックの形で1冊の本にまとめられることもあるが、日本の単行本のように全てのエピソードが発行される訳では無い。
大手出版社によるコミック・ブックのほとんどはフルカラー印刷である。初期のコミック・ブックは、黒インクの輪郭線と赤・黄・青3色の100%・50%・20%の3階調の重ね塗りによる単純な彩色が施されていたが、現在はコンピューターによる無階調の彩色が導入されている。作画においては、下絵を描くペンシラー、ペンを入れるインカー、彩色を行うカラーリスト、文字を書き込むレタラーによる分業体制が取り入れられている。
作品やキャラクターの著作権は慣例として出版社に帰属する。このシステムは、特定のキャラクターの物語を複数のアーティストが描き継ぐことにより、何十年も同じキャラクターを使いまわせたり、異なる作品に登場するキャラクターのクロスオーバーが容易に行えるという利点をもたらした。その一方で、本来はアーティストが得られるべき権利が損なわれたり、作品の作家性が失われる欠点があった。特に有名なのは、『スーパーマン』の作者ジョー・シャスターとジェリー・シーゲルの例である。1947年に、DCコミックスに対する利益配分を求める裁判を起こして解雇された二人は、1975年に全米漫画家協会の支援によりDCとの示談を成立させるまでの30年間、『スーパーマン』に対する権利を主張できなかった。1992年には、マーベル・コミックの看板作家7人が独立し、アーティスト本人に作品の著作権が帰属するイメージ・コミックを設立した。